# 严道街道
严道街道，原为严道镇，是中华人民共和国四川省雅安市荥经县下辖的一个乡镇级行政单位。2019年12月，撤销严道镇、大田坝乡、烈太乡，设立严道街道，以原严道镇、原大田坝乡、原烈太乡、原附城乡南罗坝村和原六合乡古城村、上虎村所属行政区域为严道街道的行政区域。

## 行政区划
严道街道下辖以下地区：
城东社区、城北社区、城中社区、青仁村、同心村、新南村、蔬菜村、黄家村、青华村和唐家村。